# Ceratitida
Pour les articles homonymes, voir Cératite.
Ordre
Sous-ordres de rang inférieur
- † Ceratitina
- † Prolecanitina

Les Ceratitida, sont un ordre de la sous-classe des Ammonoidea (qui comprend également les goniatites et les ammonites) apparu au Permien.  Ce sont des mollusques céphalopodes marins. Ils ont connu leur plein développement au Trias, notamment au Trias moyen, après l'extinction des goniatites.
Leurs coquilles s'en distinguent par la forme des lignes de sutures qui séparent leurs chambres : celles des goniatites sont en zigzag, alors que celles des cératites présentent des lobes simples (les "vraies" ammonites du Jurassique et du Crétacé présenteront des sutures beaucoup plus complexes, plurilobées, dites aussi "persillées").

## Taxonomie
Selon BioLib (27 décembre 2017) :
- super-famille Pinacocerataceae Mojsisovics, 1879 †
  - famille Carnitidae Arthaber, 1911 †
  - famille Gymnitidae Waagen, 1895 †
  - famille Isculitidae Spath, 1951 †
- super-famille Sagecerataceae Hyatt, 1884 †
  - famille Hedenstroemiidae Waagen, 1895 †
- famille Balatonitidae Spath, 1951 †
- famille Ceratitidae †
- famille Ptychitidae Mojsisovics, 1882 †
- famille Sturiidae Kipsarova, 1958 †
- famille Ussuriidae †
- genre Arcestes Suess, 1865 †
- genre Beneckeia Mojsisovics, 1882 †
- genre Choristoceras Hauer, 1865 †
- genre Cladiscites Mojsisovics, 1879 †
- genre Discoceratites Schrammen, 1928 †
- genre Flexoptychites Spath, 1951 †
- genre Gymnites †
- genre Hungarites Mojsisovics, 1879 †
- genre Joannites Mojsisovics, 1879 †
- genre Margarites †
- genre Pinacoceras von Mojsisovics, 1873 †
- genre Tirolites Mojsisovics, 1879 †
- genre Trachyceras Laube, 1869 †
- genre Xenodiscus Waagen, 1879 †